# وليام هيوز (كاتب)
وليام هيوز (2 أذار 1803م - 20 أغسطس 1861م)، كاتب بريطاني في القانون والصيد في القرن التاسع عشر.

## سيرته الشخصية
وُلد هيوز في ميكر فيكاراج كورنوال، كان الابن الرابع للسيد روبرت هيوز، بارونيت الثالث، من زوجته الثانية (بيثيا) ابنة توماس هيسكوت وكان ابن اخت العميد البحري السيد ريتشارد هيوز. والده الذي حصل على شهادته الجامعية من كلية الثالوت الاقدس، أوكسفورد، في 30 أذار 1757م بعمر 17عام، وحصل على منحة دراسية من كلية المجدلية سنة 1758م-1767م. حصل والده على درجة البكالوريس عام 1761م، ودرجة ماجستير عام 1763م، وكان عميد فريملي ست ماري وويستون، سوفولك، من عام 1769م حتى وفاته ودفن في 4 حزيران 1814م.
تم قبول ويليام في محكمة غريز أن في 11 حزيران 1833م، ومارس عمله كناقل في الدائرة الغربية حيث كان أيضا مدققا في منطقة اتحاد الفقراء في كورنوال وديفونشير. توفي في ميلباي جروف، بليموث.

## أعماله
من أهم كتابات هيوز:
- 1833: Practical Directions for Taking Instructions for, and Drawing Wills
- 1840: A Practical Treatise of the Laws Relative to the Sale and Conveyance of Real Property: with an appendix of precedents, comprising contracts, conditions of sale, purchase and disentailing deeds. 2 vols. London: Saunders & Benning
- 1842: The Practical Angler. By Piscator
- 1843: Fish, How to Choose, and How to Dress. By Piscator
  - --do.--2nd edit., 1854, entitled A Practical Treatise on the Choice and Cookery of Fish
- 1846: The Practice of Sales of Real Property, with an Appendix of Precedents. 2 vols. London: John Crockford, 1846–47
  - --do.-- 2nd ed. 2 vols. London: John Crockford, 1849–50
- 1846: The Three Students of Gray's Inn: a novel
- 1848: The Practice of Mortgages of Real and Personal Estate. 2 vols., London: John Crockford, 1848–49
- 1850: The New Stamp Act
- 1850: Concise Precedents in Modern Conveyancing. 3 vols. London: Law Times Office, 1850–53
  - -- 2nd ed. 3 vols. London: Law Times Office; Dublin: Hodges and Smith, 1855–57
- 1850: A Table of the Stamp Duties Payable in Great Britain and Ireland
- 1852: It is All for the Best: a Cornish tale
- 1856: The Practice of Conveyancing. 2 vols. London: Law Times Office, 1856–57

## وصلات خارجية
1. 1 2  مذكور في: الشبكات الاجتماعية وسياق الأرشيف. مُعرِّف الشبكات الاجتماعية ونظام المحتوى المؤرشف (SNAC Ark): w6bs10sj. باسم: William Hughes (writer). الوصول: 9 أكتوبر 2017. لغة العمل أو لغة الاسم: الإنجليزية.
2. 1 2 3 4 5 6 7  مذكور في: النبلاء. لغة العمل أو لغة الاسم: الإنجليزية. المُؤَلِّف: داريل روجر لوندي.
3. ↑  مُعرِّف شخص في موقع "النُبلاء" (thepeerage.com): p48169.htm#i481681. الوصول: 7 أغسطس 2020.
4. 1 2 3  Boase، G. C. (1891). "Hughes, William (1803–1861), writer on law and angling". قاموس السير الوطنية Vol. XXIIX. Smith, Elder & Co. مؤرشف من الأصل في 2016-03-03. اطلع عليه بتاريخ 2007-12-28.